# Деменьково (Вологодская область)
Деменьково — деревня в Кирилловском районе Вологодской области.
Входит в состав Чарозерского сельского поселения, с точки зрения административно-территориального деления — в Печенгский сельсовет.
Расстояние до районного центра Кириллова по автодороге — 119,9 км, до центра муниципального образования Чарозера по прямой — 20 км. Ближайшие населённые пункты — Ефремовская, Иваново, Павшино.
По переписи 2002 года население — 4 человека.